# Minuscule 495
- Papyrus
- Onciale
- Minuscules
- Lectionnaire

Minuscule 495 (numérotation Gregory-Aland), ε 243 (numérotation Soden), est un manuscrit du Nouveau Testament sur parchemin en grec en lettres minuscules. La paléographie l'estime du XIIe siècle. Frederick  Scrivener le désigne par le numéro 581. Le manuscrit contient des lacunes avec des marginalia pleines et des livres liturgiques.

## Description
Le codex contient le texte des quatre Évangiles sur 181 feuilles de parchemin de taille 16,9 × 12,2 cm avec quelques petites lacunes au début du texte. Le texte est écrit sur une colonne par page à raison de 28 à 29 lignes par page . Les en-têtes des Évangiles portent des titres comme εκ του κατα...
Les textes sont divisés en chapitre κεφαλαια, dont la numérotation est donnée en marge, et leur titre τιτλοι sont en haut des pages. Il y a aussi une division selon les Canons de concordances.
Il contient la Lettre à Carpien, une table des matières avant chaque Évangile, un marquage de lectionnaire en marge pour l'utilisation liturgique et les livres liturgiques avec les hagiographies de Synaxaire et Ménologe. Il a des notes en marge.
Il ne contient pas de canons de concordances bien qu'il y ait un espace pour cela.

## Texte
Le texte en grec du codex est typique du Texte byzantin. Hermann von Soden lui ne l'inclut pas dans les sous-familles des textes byzantins, il le classe parmi le groupe I' avec 28 autres manuscrits. Wisse le catégorise comme Kmix (un mélange des familles byzantine. Aland ne le classe dans aucune catégorie de manuscrits du Nouveau Testament.

## Histoire
En 1846 le manuscrit a été acheté avec le codex 496 par le capitaine C. K. MacDonald, qui visitait le Mont Sinaï et qui a vu à cette occasion le Codex Sinaiticus. Le manuscrit est ajouté à la liste des manuscrits du Nouveau Testament par Frederick Scrivener sous le numéro 581 et Caspar René Gregory sous le numéro 495. Il est examiné par Scrivener et Samuel Thomas Bloomfield (en).
En 2014 il est conservé à British Library de Londres sous la référence (Additional Manuscripts, 16183).